# أيام سيماني

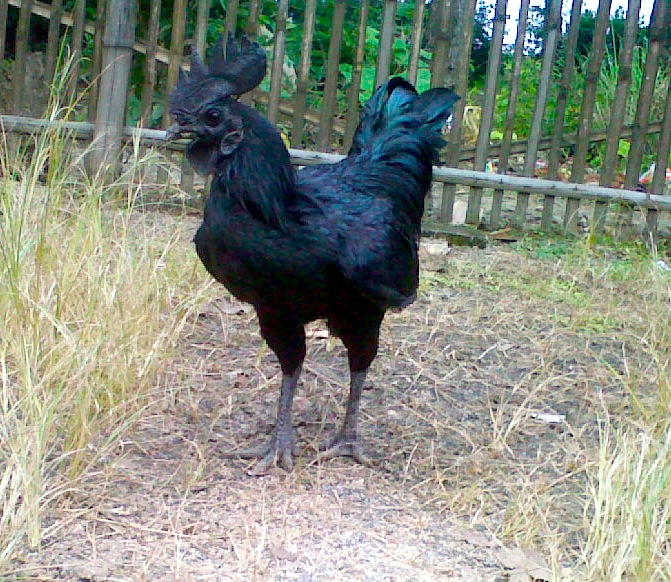
ديك من فصيلة الدجاج السيماني.

أيام سيماني هو نوع من أنواع الدجاج الإندونيسية النادرة والحديثة نسبيًا. يملك الدجاج جين سائد يتسبب في زيادة التصبغ، جاعلًا الدجاج أسودًا بالكامل؛ متضمنًا الريش، العرف ، والمنقار وحتى اللحم و الأعضاء الداخلية. ويشيع تسميته باسم دجاج لامبورغيني

## التسمية
أيام تعني «دجاجة» في لغة الباهاسا الإندونيسية. وسيماني هي مسمى للقرية التي يعود أصل هذا النوع من الدجاج إليها، وهي قرية على جزيرة جاوة.

## الأصل
أصل هذا النوع من السلالات يأتي من جزيرة جاوة في إندونيسيا ومن المحتمل أنه استخدم لأغراض دينية أو روحية. هذه السلالة من الدجاج وُصفت لأول مرة من مستوطنين المستعمرات الهولندية. واستوردت لأول مرة عام 1998م من قبل مُربي دجاج هولندي يُسمى جان ستيفرنك. حاليًا، هذا النوع من الدجاج مُحتفظ به في عدة دول، منها : الكويت، هولندا، ألمانيا، سلوفاكيا، التشيك.

## الوصف
منقار دجاج الأيام سيماني ولسانهم، والريش واللحم والعظام وحتى الأعضاء الداخلية سوداء اللون. هذا اللون الأسود ناتج عن زيادة تصبغ الصبغات في الأنسجة الداخلية، وذلك ناتج عن حالة جينية تُعرف بالفايبروميلانيسيس ويوجد هذا الجين في بعض الطيور السوداء الأخرى. ديك هذا النوع من الدجاج يزن ما بين 2-2.5 كجم أما الأنثى فتزن ما بين 1.5-2 كجم. تبيض الدجاجة بيض ذو لون كريمي مع مسحة خفيفة من اللون الوردي ، معظل البيض 70 الي 90 بيضه في النسه وتزن البيضة الواحدة 45 الي 50 جرام، بالرغم من ذلك إلا أنهم قليلو الرقود على بيضهم، ونادر ما تفقص بيوضهم تحت الدجاج يجب استخدام الفقاسات الصناعيه .

## نظر أيضًا
- دجاج حجازي.
- دجاج رومي.
- دجاج سيراما.